# کایل ویور
کایل ویور (انگلیسی: Kyle Weaver؛ زادهٔ ۱۸ فوریهٔ ۱۹۸۶) بازیکن بسکتبال اهل ایالات متحده آمریکا است.
از باشگاه‌هایی که در آن بازی کرده‌است می‌توان به آستین توروس، اکلاهما سیتی تاندر، یوتا جاز، و آلبا برلین اشاره کرد.